# Kızıl Kule

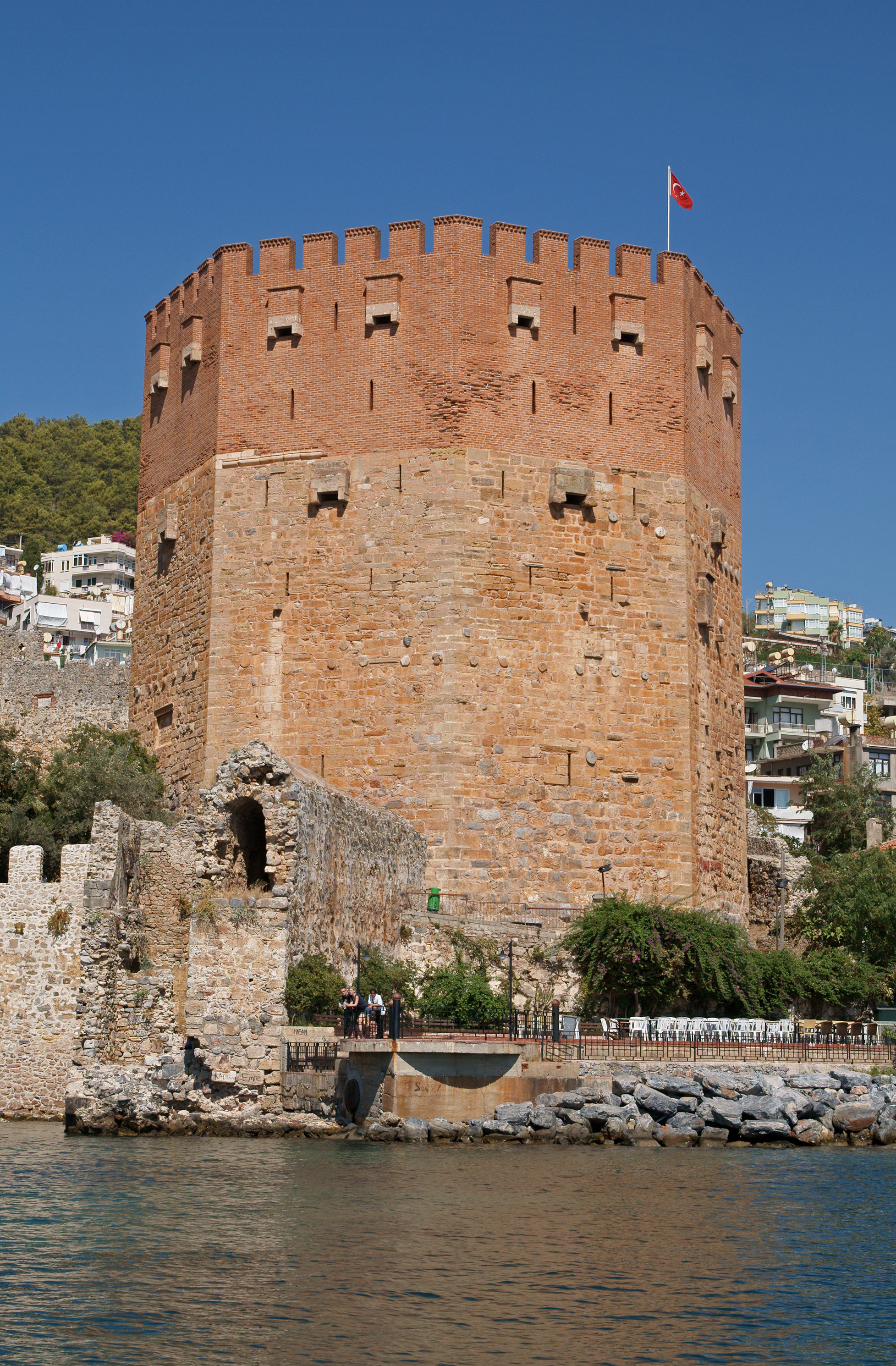
De Kızıl Kule.

De Kızıl Kule (Rode Toren) is een toeristische attractie in de Turkse badplaats Alanya. Het gebouw staat bekend als een symbool van de stad en staat eveneens getekend op de vlag van de stad.
De bouw van de Rode Toren stond onder leiding van de Anatoliaan, de Seldjoekse sultan Ala ad-Din Kay Qubadh I en werd voltooid in 1226. De sultan bracht de architect Ebu Ali Reha van Aleppo, Syrië naar Alanya om de toren te voltooien. Het gebouw is 33 meter hoog en 12,5 meter breed. Zoals vele andere (openbare) gebouwen in Alanya, heeft ook de Rode Toren een Turkse vlag op de top.